# Pleasant Hill (Carolina del Nord)
Pleasant Hill és una concentració de població designada pel cens dels Estats Units a l'estat de Carolina del Nord. Segons el cens del 2000 tenia 1.109 habitants.

## Demografia
Segons el cens del 2000, Pleasant Hill tenia 1.109 habitants, 481 habitatges i 353 famílies. La densitat de població era de 119,3 habitants per km².
Dels 481 habitatges en un 24,7% hi vivien nens de menys de 18 anys, en un 60,3% hi vivien parelles casades, en un 8,7% dones solteres, i en un 26,6% no eren unitats familiars. En el 25,6% dels habitatges hi vivien persones soles el 13,1% de les quals corresponia a persones de 65 anys o més que vivien soles. El nombre mitjà de persones vivint en cada habitatge era de 2,31 i el nombre mitjà de persones que vivien en cada família era de 2,74.
Per edats la població es repartia de la següent manera: un 19,9% tenia menys de 18 anys, un 6,6% entre 18 i 24, un 29% entre 25 i 44, un 24,2% de 45 a 60 i un 20,3% 65 anys o més.
L'edat mediana era de 42 anys. Per cada 100 dones de 18 o més anys hi havia 93,5 homes.
La renda mediana per habitatge era de 29.643 $ i la renda mediana per família de 43.750 $. Els homes tenien una renda mediana de 27.917 $ mentre que les dones 24.779 $. La renda per capita de la població era de 19.530 $. Entorn del 7% de les famílies i el 7,6% de la població estaven per davall del llindar de pobresa.

## Poblacions més properes
El següent diagrama mostra les poblacions més properes.